# Župna crkva Kraljice Svete Krunice u Zagrebu
Župna crkva Kraljice Svete Krunice katolička je crkva koja se nalazi u gradskoj četvrti Maksimir u zagrebačkom naselju Željeznička kolonija na adresi Kontakova 1. Uz crkvu se nalazi i dominikanski samostan. Crkva je sagrađena 1971. godine. U kolovozu 1971. posvetio ju je kölnski pomoćni biskup August Frotz.

## Povijest i arhitektura
Crkva je građena prema projektu arhitekta Branka Pinteka iz 1968., te se nalazi u gradskom predjelu niske i guste stambene izgradnje obiteljskih kuća. Pred crkvom i samostanom formiran je prostor gradskog perivoja, a ispred ulaza u crkvu nalazi se manji ulazni trg izrazito jakog javnoga. Ulaz u liturgijski prostor istaknut je ulaznim stubištem.
Ovo je prva crkva koja je u Zagrebu sagrađena nakon Drugog vatikanskog koncila. Liturgijski je prostor cjelovit i nema naglašenog razlikovanje prezbiterija i prostora za vjernike. U svetištu se nalazi oltar okrenut vjernicima. Lijevo od oltara je u prvom planu ambon, a u stražnjem je planu svetohranište. Uz rub prezbiterija nalazi se sedes (sjedište predsjedatelja bogoslužja), a izvan prezbiterija je krstionica.
Prostor kora za orgulje se u ovoj crkvi nalaze na neuobičajenom mjestu; umjesto centralno, nalazi se bočno iznad ulaznog dijela lađe.

## Galerija
- Pogled na crkvu
- Bočni dio crkve
- Pogled na crkvu s trga koji se nalazi ispred nje
- Skulptura na trgu pored crkve
- Pogled s ulaza prema oltaru
- Prezbiterij s oltarom
- Bočno smještene orgulje
- Prostor iznad ulaznih vrata, stražnji dio crkve